# Thecla acmon
Thecla acmon är en fjärilsart som beskrevs av Pieter Cramer 1779. Thecla acmon ingår i släktet Thecla och familjen juvelvingar. Inga underarter finns listade i Catalogue of Life.